# Rusawa (wieś)
Rusawa (ukr. Русава) – wieś na Ukrainie, w rejonie jampolskim obwodu winnickiego.